# Лю Їн
(не плутати із Лю Їн (Хуей-ді), 210-188 до н.е.)
Лю Їн (кит.: 劉婴) — 14-й імператор династій Хань, останній імператор періоду Західна Хань, правив у 6—9 роках. Храмове ім'я Жуцзи-ді.

## Життєпис
Тривалий час після смерті імператора Пін-ді влада знаходилася у регентської ради на чолі із Ван Маном. У 6 році імператором обрано праправнука імператора Лю Бін'і — Лю Їня. Втім він фактично не правив, владу зберіг дасима (титул) Ван Ман. Останній оженив його на своїй онуці. Зрештою Ван Ман побачивши підтримку військових та чиновництва на свою користь, вирішив скинути династію Хань. Після відсторонення від влади Лю Їн отримав титул Чжоу-гуна. Деякий час він спокійно мешкав. Втім після повалення Ван Ман й династії Сінь у 25 році був вбитий одним з військовиків-повстанців.